# Wuhan World Trade Tower
Wuhan World Trade Tower é um arranha-céu, com 273 metros (896 pés). Edificado na cidade de Wuhan, China, foi concluído em 1998 com 62 andares.